# 合囲地
合囲地（ごういち）または合囲地境（ごういちきょう）は、戒厳令による戒厳地境の意味。

## 概要
戒厳は臨戦地境と合囲地境にと二種に分けられ「合囲地境は敵の合囲若しくは攻撃其の他の事変に差し警戒すべき地方を区画して合囲の地域と為す者なり」つまり敵の囲い込み若しくは戒厳地域の囲い込みを意味する。